# Out of Sight
Out of Sight (prt: Romance Perigoso; bra: Irresistível Paixão) é um filme estadunidense de 1998, do gênero comédia dramático-romântico-policial, dirigido por Steven Soderbergh, com roteiro de Scott Frank baseado no romance homônimo de Elmore Leonard.

## Sinopse
Sem querer, assaltante rouba carro de uma agente do FBI para fugir da penitenciária. Agora que se envolveu com ela, precisa tomar cuidado ao planejar os próximos golpes.

## Produção
A fonte das origens do romance vem de uma imagem que Leonard viu no Detroit News de uma jovem e bela mulher agente federal em pé na frente de um tribunal de Miami com uma espingarda descansando em seu quadril. Produtor Danny DeVito comprou os direitos do livro depois de seu sucesso com a adaptação cinematográfica do romance de Leonard Get Shorty de 1995. Steven Soderbergh tinha feito dois filmes para Universal Pictures quando executivo Casey Silver ofereceu-lhe Out of Sight com George Clooney em anexo. No entanto, o cineasta estava perto de fazer outro projeto e hesitou em aceitar. Silver disse a ele: "Estas coisas não estão indo para a linha com muita freqüência, você deve prestar atenção."

### Escolha do elenco
Sandra Bullock foi inicialmente considerada para interpretar Karen Sisco, oposta de Clooney. De acordo com Soderbergh, "O que aconteceu foi que eu passei algum tempo com [Clooney e Bullock] e eles realmente não têm uma grande química. Mas foi para o filme errado. Eles realmente devem fazer um filme juntos, mas não era a energia de Elmore Leonard."
Danny DeVito e Garry Shandling foram considerados para o papel de Ripley antes de Albert Brooks ser lançado. O caráter de Foley apelou para Clooney, que como um menino tinha considerado como heróis os ladrões de banco em filmes, citando "Os Cagneys e os Bogarts, Steve McQueen e todos esses caras, os caras que eram um tipo mau e você ainda enraizava para eles e quando eu li isso, eu pensei: 'Esse cara está roubando um banco, mas você realmente quer que ele se safe.'"
Soderbergh cita o filme de Nicolas Roeg de 1973, Don't Look Now, como a principal influência sobre a forma como ele se aproximou a cena de amor entre Foley e Sisco: "O que eu queria criar em nosso filme foi a intimidade de que, a justaposição destas duas coisas contrastantes ... Nós tivemos que misturar-se e tê-lo sentir como se estivesse mais em suas cabeças."
O personagem Ray Nicolette também aparece no romance de Leonard Rum Punch, que estava sendo filmado como Jackie Brown quando a Universal Pictures estava se preparando para começar a produção em Out of Sight. Depois de Michael Keaton ter sido escalado como Nicolette em Jackie Brown, Universal, posteriormente, lançá-lo para o mesmo papel em Out of Sight.
Enquanto Miramax Films detinha os direitos sobre o personagem, devido ao fato de que Jackie Brown entrou em produção em primeiro lugar, o diretor Quentin Tarantino sentiu que era imperativo que a Miramax não cobrasse a Universal para utilizar o personagem, permitindo que a aparência do personagem, sem a Miramax precisar receber uma compensação financeira. Nicolette aparece em apenas uma cena breve, enquanto que o personagem era um elemento muito mais substancial de Jackie Brown.
A cena 'Nicolette' também apresenta Dennis Farina em uma participação especial como o pai de Karen Sisco. Farina interpreta anteriormente um papel fundamental na adaptação de Leonard Get Shorty.
Samuel L. Jackson aparece em um cameo sem créditos em Out of Sight, embora, como um personagem completamente diferente do que ele estava em Jackie Brown.

## Prêmios e indicações
| Prêmio     | Categoria               | Recipientes    | Resultado |
| ---------- | ----------------------- | -------------- | --------- |
| Oscar 1999 | Melhor edição           | Anne V. Coates | Indicado  |
| Oscar 1999 | Melhor roteiro adaptado | Scott Frank    | Indicado  |

## Elenco
- George Clooney como Jack Foley
- Jennifer Lopez como Karen Sisco
- Ving Rhames como Buddy Bragg
- Steve Zahn como Glenn Michaels
- Don Cheadle como Maurice Miller
- Albert Brooks como Richard Ripley
- Dennis Farina como agente Sisco
- Luis Guzmán como Chino
- Isaiah Washington como Kenneth
- Nancy Allen como Midge
- Keith Loneker como White Boy Bob
- Catherine Keener como Adele
- Viola Davis como Moselle
- Paul Calderon como Raymond Cruz
- Wendell B. Harris Jr. como Daniel Burdon

### Trilha sonora
DJ David Holmes foi originalmente contratado para escrever algumas seções da música tema do filme. Soderbergh gostou do que ele fez, tanto que ele teve Holmes fazer o resto da trilha do filme. Holmes passou seis semanas de 12 a 17 horas por dia trabalhando para finalizar o placar em tempo para o lançamento do filme. Ele inspirou-se em várias influências, incluindo Lalo Schifrin, Quincy Jones, Dean Martin, Miles Davis, Sun Ra e Willie Bobo.

## Lançamento
Out of Sight foi lançado em 26 de junho de 1998, em 2,106 cinemas e arrecadou US$ 12 milhões em seu fim de semana de abertura. Ele faturou US$ 37,5 milhões no mercado interno e US$ 40,2 milhões no resto do mundo para um total mundial de US$ 77,7 milhões.